# Агеев, Арсений Александрович
Арсений Александрович Агеев (бел. Арсеній Аляксандравіч Агееў; род. 19 июля 2004, Гомель) — белорусский футболист, защитник московского «Локомотива». Выступает на правах аренды в борисовском БАТЭ.

## Карьера

### «Арсенал» Дзержинск
Начинал заниматься футболом в гомельском СДЮШОР-8. Позже футболист присоединился к борисовскому БАТЭ, где в 2021 году стал выступать за дублирующий состав. Дебютировал за клуб футболист 21 июня 2022 года в матче Кубка Беларуси против пинского «Стэнлеса», выйдя на замену на 62 минуте. В дальнейшем продолжал выступать за дублирующий состав. В марте 2023 года футболист на правах арендного соглашения футболист присоединился к дзержинскому «Арсеналу» до конца сезона. Дебютировал за клуб футболист 2 апреля 2023 года в матче против петриковского «Шахтёра», выйдя на поле в стартовом составе. Первым результативным действием за клуб футболист отличился 21 мая 2023 года в матче против долбизновской «Нивы», отдав голевую передачу. Дебютным голом за клуб футболист отличился 20 августа 2023 года в матче против «Орши». В матче 9 сентября 2023 года против «Витебска» футболист отличился забитым дублем. По итогу сезона футболист вместе с клубом досрочно стал победителем чемпионата. На протяжении сезона футболист выступал в клубе в роли одного из ключевых игроков, отличившись 5 забитыми голами и 10 результативными передачами. По окончании срока арендного соглашения футболист покинул дзержинский клуб.
В январе 2024 года пресс-служба борисовского БАТЭ сообщила, что футболист с большой долей вероятности продолжит карьеру в другом клубе. В матче 2024 года футболист официально присоединился к дзержинскому «Арсеналу» на правах свободного агента, подписав полноценный контракт. Новый сезон футболист начал 17 марта 2024 года с дебютного матча в Высшей лиге против жодинского «Торпедо-БелАЗ», выйдя на поле в стартовом составе. Первым результативным действием за клуб футболист отличился 13 апреля 2024 года в матче против «Ислочи», отдав голевую передачу. В июле 2024 года футболист перешёл в московский «Локомотив», с которым подписал трёхлетний контракт и на правах арендного соглашения остался в дзержинском «Арсенале» до конца сезона. Сумма трансфера составила порядка 100 тысяч евро. По итогу сезона футболист вместе с клубом завершил чемпионат на итоговом десятом месте. На протяжении сезона футболист выступал за клуб в роли ключевого игрока, отличившись 3 результативными передачами. В декабре 2024 года футболист покинул дзержинский клуб по окончании срока действия арендного соглашения.

### «Локомотив» Москва

#### Аренда в «Торпедо-БелАЗ»
В январе 2025 года футболист находился в расположении жодинского «Торпедо-БелАЗ», где проходил просмотр. В конце февраля 2025 года футболист официально присоединился к жодинскому клубу на правах арендного соглашения до конца сезона. Однако закрепиться в основной команде клуба у футболиста не получилось, начав сезон на скамейке запасных. В полуфинале Кубка Беларуси жодинский клуб победил клуб «МЛ Витебск» и вышел в финал турнира. В финале Кубка Беларуси жодинский клуб уступил гродненскому «Неману», став серебряным призёром турнира, однако сам футболист оставался на скамейке запасных. На протяжении первой половины сезона футболист так и не сыграл за жодинский клуб ни одного матча, оставаясь на скамейке запасных. В июле 2025 года футболист покинул клуб, расторгнув арендное соглашение.

#### Аренда в БАТЭ
В июле 2025 года в борисовском БАТЭ сообщили, что футболист в скором времени присоединился к клубу. Официально футболист 12 июля 2025 года присоединился к борисовскому клубу на правах арендного соглашения, рассчитанного до конца сезона.

## Международная карьера
В январе 2020 года футболист выступал в составе юношеской сборной Беларуси до 16 лет. В ноябре 2021 года футболист получал вызов в юношескую сборную Беларуси до 18 лет. В марте 2022 года футболист получил вызов на учебно-методический сбор в юношескую сборную Беларуси до 19 лет. Дебютировал за сборную футболист в июне 2022 года в товарищеских матчах против сборной Узбекистана. В сентябре 2022 года футболист вместе со сборной отправился на квалификационные матчи юношеского чемпионата Европы. Дебютный гол за сборную футболист забил 27 сентября 2022 года в матче против сборной Армении.
В ноябре 2023 года футболист получил вызов в молодёжную сборную Беларуси для участия в товарищеском матче и квалификациях молодёжного чемпионата Европы. Дебютировал за сборную футболист 15 ноября 2023 года в товарищеском матче против сборной России.

## Достижения
«Арсенал» Дзержинск
- Победитель Первой лиги: 2023